# Caelius

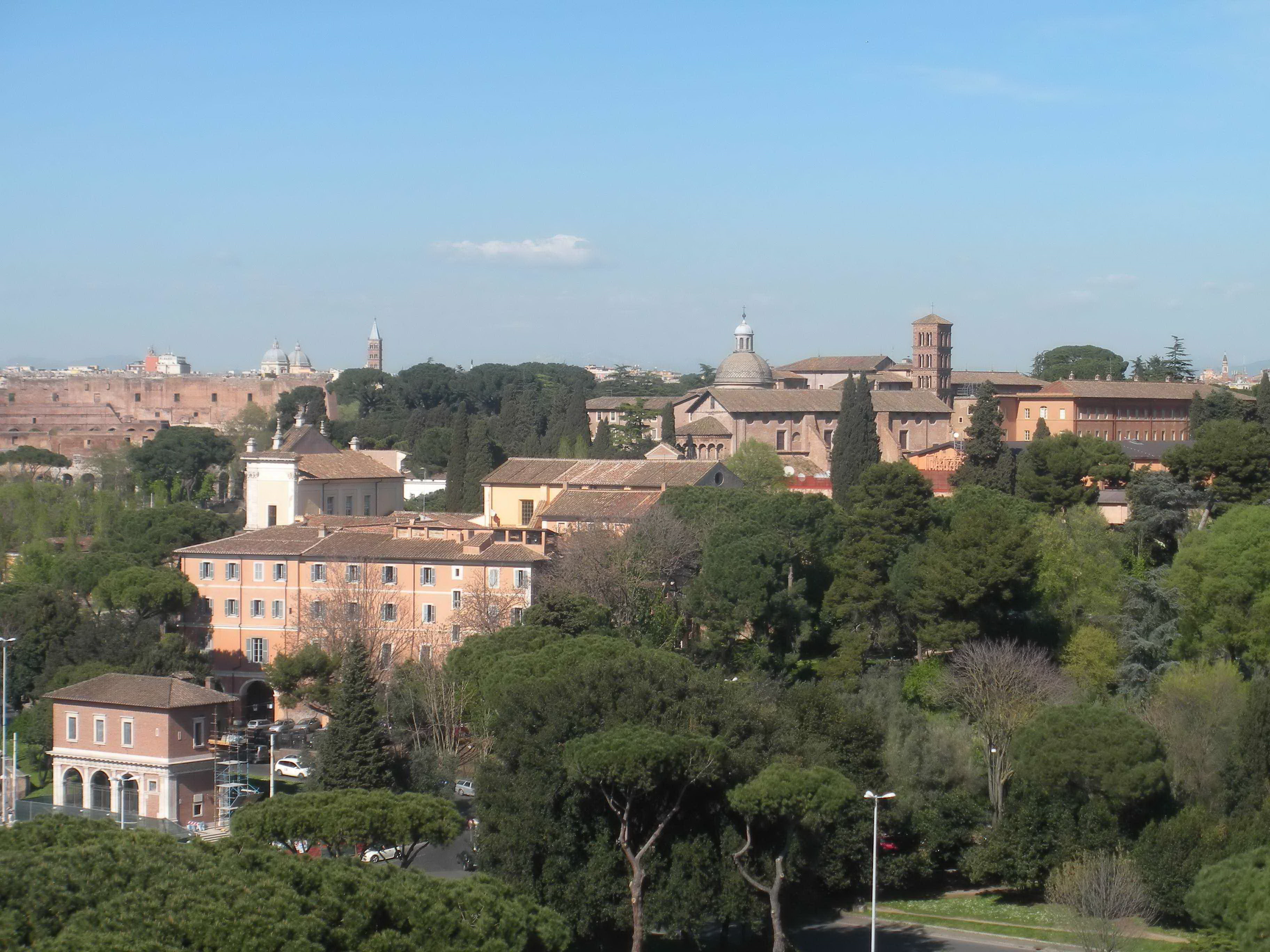
Caelius od jihu

Sedm pahorků města Říma

Caelius, italsky Celio, je návrší ve středu města Říma (rione XIX. Celio), západně od Lateránské baziliky. Je to jeden ze „Sedmi pahorků“, na nichž stál starověký Řím a leží východně od Palatinu a na jih od Esquilinu. Jižně a východně od něho probíhala Serviova hradba.

## Historie
Podle Tita Livia je nazván po Caeliu Vibennovi, příteli Servia Tullia a za římské republiky zde byla sídla zámožných lidí. Při vykopávkách v Caracallových lázních se nalezly jejich základy.

## Pamětihodnosti
- Caracallovy lázně (vykopávky)
- San Giovanni e Paolo (Kostel svatých Jana a Pavla)
- San Stefano Rotondo (Rotunda svatého Štěpána)
- Santa Maria in Domnica
- Villa Celimontana se zahradou
- komplex Santi Quattro Coronati (středověké freskové cykly v kapli sv. Silvestra a prostoru Auly Gotiky)